# NGC 2247
NGC 2247 é uma nebulosa na direção da constelação de Monoceros. O objeto foi descoberto pelo astrônomo William Parsons em 1857, usando um telescópio refletor com abertura de 72 polegadas. 